# Gibrán Ramírez
Gibrán Ramírez Reyes (Ciudad de México, 30 de noviembre de 1989) es un periodista, politólogo y político mexicano, miembro de Movimiento Ciudadano. Ha sido analista político en programas como Es la hora de opinar de Foro TV y Mesa para Todos de MVS Noticias, y columnista de Grupo MILENIO.

## Trayectoria profesional
Estudió la licenciatura en Ciencia Política y Administración Pública en la UNAM, obtuvo la Medalla Gabino Barreda en 2012 al mérito universitario por mejor aprovechamiento. Realizó la maestría en Ciencia Política en El Colegio de México y tiene un doctorado en Ciencias Políticas y Sociales por la misma UNAM. Por su tesis doctoral, recibió la medalla Alfonso Caso al mérito universitario.

## Trayectoria política
Fue asesor parlamentario en el Senado de la República y en la Asamblea Constituyente de la Ciudad de México, además de consultor para distintas organizaciones de la sociedad civil e instituciones públicas en temas relacionados con gobernanza, políticas públicas, desigualdad social y participación política. También fue profesor de investigación política en la Facultad de Ciencias Políticas y Sociales de la UNAM.
Fue miembro fundador del Movimiento Regeneración Nacional en 2014.
Entre diciembre de 2018 y agosto de 2020 se desempeñó como secretario general de la Conferencia Interamericana de Seguridad Social, nominado por el entonces director general del Instituto Mexicano del Seguro Social Germán Martínez Cázares, cargo al que solicitaría licencia tras ser señalado por presuntos malos manejos económicos.
En 2020 fue el aspirante más joven para presidir el partido Movimiento Regeneración Nacional cuando esté renovó su dirigencia. No obstante tras los resultados de la primera vuelta en las que quedaron finalistas las candidaturas de Mario Delgado Carrillo y Porfirio Muñoz Ledo, Ramirez terminó apoyando a Delgado Carrillo para la segunda vuelta.
En 2022, renunció a Morena, a base de sus críticas a la gestión del presidente López Obrador y sus políticas. 
En 2024 se incorporó al equipo de Sandra Cuevas y Alejandra Barrales como parte de su campaña al Senado de la República, con esto se concretó su salida de Morena y su incorporación a Movimiento Ciudadano.